# Jean Jamin
Pour les articles homonymes, voir Jamin.
Jean Jamin, né le 26 avril 1945 à Mézières dans une famille ouvrière ardennaise, et mort le 21 janvier 2022 à Paris 9e, est un ethnologue et anthropologue français. 
Directeur d'études à l'École des hautes études en sciences sociales (EHESS, Paris), il y a enseigné (1993-2016) les méthodes et l'épistémologie de l'ethnologie, et développé des recherches sur l'histoire de cette discipline ainsi que sur l'anthropologie des mondes contemporains. Il est ancien directeur (1996-2015) de L'Homme, revue française d'anthropologie, et, avec Michel Leiris, fondateur en 1986 de la revue Gradhiva, dont il a transmis le titre en 2006 au musée du quai Branly qui l'édite depuis .  Dès le milieu des années 1990, il s'est spécialisé dans l'étude des rapports entre anthropologie et littérature, entre  anthropologie et musique, prenant notamment comme objets le roman anglo-saxon du milieu du XIXe au début du XXe siècles (Melville, Stevenson, Conrad, Fletcher, Faulkner, etc.), l'opéra , le jazz et la chanson populaire ou folklorique. 

## Carrière et thèmes de recherche
Après des études de philosophie, de sociologie et d'ethnologie à la Sorbonne (renommée Université Paris V en 1969) ainsi qu'à la VIe section (sciences économiques et sociales) de l'École pratique des hautes études (EPHE) – devenue École des hautes études en sciences sociales (EHESS) en 1975 –, sous la direction de Denise Paulme et de Marc Augé, puis dans le cadre de l'ORSTOM (IRD actuel) dont il est, grâce au soutien de  Georges Balandier, un ancien élève, il a effectué des recherches ethno-historiques sur la révolte des Mau Mau (Kenya), des enquêtes ethnographiques sur l'initiation chez les Sénoufos (nord de la Côte d'Ivoire) et, dans le nord-est de la France et en Belgique wallonne, sur des groupes et sociétés de chasseurs et de piégeurs. Sur tous ces terrains, proches ou lointains, il s'est attaché à analyser les formes d'apprentissage des pratiques sociales, les rites de passage à « l'âge d'homme », les processus de symbolisation et les modes de transmission des savoirs dits populaires ou traditionnels, tout en s'interrogeant à l'opposé sur les mécanismes de rétention de ces savoirs et sur la fonction sociale du secret (et des sociétés secrètes, en particulier « initiatiques »), dont, en France, il est un des premiers à avoir proposé une anthropologie.
Entré au Département d'Afrique noire du Musée de l'Homme en mars 1977, après un long séjour en Côte d'Ivoire, il a notamment participé aux expositions Rites de la mort (1979), Voyages et découvertes (1981), Côté femmes. Approches ethnologiques (1986), et, dès 1982, il est devenu l'un des principaux conseillers scientifiques des expositions temporaires du Musée d'ethnographie de Neuchâtel (Suisse), conçues et montées par Jacques Hainard (Collections Passions, 1982 ;  Le Corps enjeu, 1983 ;  Temps perdu/temps retrouvé, 1985 ; Le Mal et la douleur, 1986 ;  Le Trou, 1990 ; Le Musée cannibale, 2002).
C'est au Musée de l'Homme qu'il a créé en 1984 un Département d'archives de l'ethnologie, dirigé de 1986 à 1994 une équipe de recherche associée au Centre national de la recherche scientifique (RCP puis GDR no 847 : « Épistémologie et histoire du savoir ethnographique »), et fondé en 1986, avec Michel Leiris dont il est devenu, après la mort de celui-ci en 1990, l'exécuteur testamentaire, la revue Gradhiva – actuellement publiée par le musée du quai Branly – et la collection d'ouvrages anthropologiques « Les cahiers de Gradhiva » aux Éditions Jean-Michel Place, devenues en 2010 les Nouvelles Éditions Place.
En 1988, il a fait partie du comité d'édition du Dictionnaire d'ethnologie et d'anthropologie, publié en 1991 aux Presses universitaires de France sous la direction de Pierre Bonte et Michel Izard ; et, en 1993, il a été, avec Gérard Althabe, Alban Bensa, Jean Bazin, Jean-Pierre Dozon et Emmanuel Terray, un des membres fondateurs du Centre d'anthropologie des mondes contemporains de l'École des hautes études en sciences sociales, initié par  Marc Augé.
Il s'est occupé, dès 1991, de la publication des œuvres inédites de Michel Leiris, du regroupement et de l'édition de ses travaux ethnologiques, du tri et de l'organisation de ses archives littéraires. En 1995, avec Christophe Barreyre, il a réalisé le film Michel Leiris ou l'homme sans honneur, sur une musique de Michel Portal, dans la série Écrivains du XXe siècle diffusée sur la chaîne de télévision France 3. Ces travaux d'éditions critiques l'ont amené à réorienter ses propres recherches vers une anthropologie de la littérature, du cinéma et de la musique, et en particulier du jazz, animant de 2001 à 2009, avec l'ethnologue Patrick Williams, un séminaire d'« anthropologie du jazz » à l'EHESS, dirigeant des mémoires et thèses sur ce thème, tout en continuant de s'intéresser, d'un point de vue anthropologique et historique, aux phénomènes d'« oralité seconde » (Walter J. Ong) aussi bien, avec la complicité de l'ethnologue et cinéaste Jean-Paul Colleyn, qu'aux relations entre textes, images et sons. C'est dans cette perspective qu'il a notamment réalisé deux montages numériques audiovisuels, l'un de 63 minutes en mai 2008 sur le ballet La Création du monde qui fut créé à Paris en 1923, à partir d'un fonds mythologique africain, par Blaise Cendrars (pour l'argument), Fernand Léger (pour les décors et costumes) et Darius Milhaud (pour la musique) ; l'autre de 67 minutes en avril 2009 sur l'univers romanesque de William Faulkner et son comté imaginaire de Yoknapatawpha (Mississippi), intitulé Le Nom, le sol et le sang, mettant l'accent sur les rapports de parenté, d'alliance et d'appartenance au sein d'une « société multiraciale », tels qu'ils peuvent être appréhendés à travers une œuvre de fiction qui n'en demeure pas moins vraie et heuristique en ce qui concerne la théorie de « l'inceste du deuxième type » et la « circulation des humeurs », sang, sperme et lait (Françoise Héritier). Ces deux montages ont été présentés en France (EHESS, Collège de France, Université Paris VII, Université Paul-Valéry-Montpellier III, Université d'Aix-Marseille, Résidence Lucien-Paye, Cité universitaire internationale), et, traduits en italien, aux Universités de Rome, « Tor Vergata » et la « Sapienza », ainsi qu'au Centre culturel français de Rome. Avec l'ethnomusicologue, musicien et informaticien - travaillant sur la musicologie et ses modélisations - Marc Chemillier (EHESS), il a été à l'origine du programme de recherches « Improtech», de 2009 à 2013, financé par l'Agence National de la Recherche, et au cours duquel des missions d'étude, sous la conduite de Raphaël Imbert et d'Emmanuel Parent, ont été effectuées dans le Sud des États-Unis sur les transformations du blues et ses différentes adaptations aux techniques modernes de production, de captation et de restitution du son.
Élu en 1993 à l'École des hautes études en sciences sociales, d'abord comme maître de conférences puis comme directeur d'études en 1999, il a succédé en janvier 1997 à Jean Pouillon à la tête de la revue française d'anthropologie L'Homme, fondée en 1961 par Émile Benveniste, Pierre Gourou et Claude Lévi-Strauss, et publiée par les Éditions de l'EHESS – revue qu'il aura dirigée jusqu'à l'automne 2015 et haussée à un niveau international. Depuis 2006, il anime en outre à l'EHESS, avec le philosophe François Flahault, un séminaire de recherche sur le thème « Anthropologie générale et philosophie » qui l'a amené à préciser et développer ses réflexions sur la fiction et la « prose du monde » (Maurice Merleau-Ponty), dont son ouvrage, Faulkner. Le nom, le sol et le sang (Paris, CNRS Éditions, 2011), présente une première synthèse, s'interrogeant notamment sur la manière dont logique discursive et logique narrative s'interpénètrent ou, au contraire, se disjoignent, et proposant, à la suite de Michel Leiris ou de Pierre Bourdieu – et ce à partir des rapports entre la vie et l'œuvre de William Faulkner, – la notion de « désillusion biographique ».

En  2001, Jean Jamin  est devenu membre titulaire du Laboratoire d'anthropologie et d'histoire de l'institution de la culture (LAHIC), unité mixte de recherches du CNRS, de l'EHESS et du Ministère de la Culture, fondée cette même année et dirigée par Daniel Fabre, avec qui il a animé de 2010 jusqu'à son départ à la retraite en 2014 un séminaire à l'EHESS sur « Chant, poésie et mythe populaires », prolongeant celui sur le jazz. Le LAHIC, qu'il quitte après la mort de Daniel Fabre en 2016, fait partie de l'Institut interdisciplinaire d'anthropologie du contemporain (IIAC). 

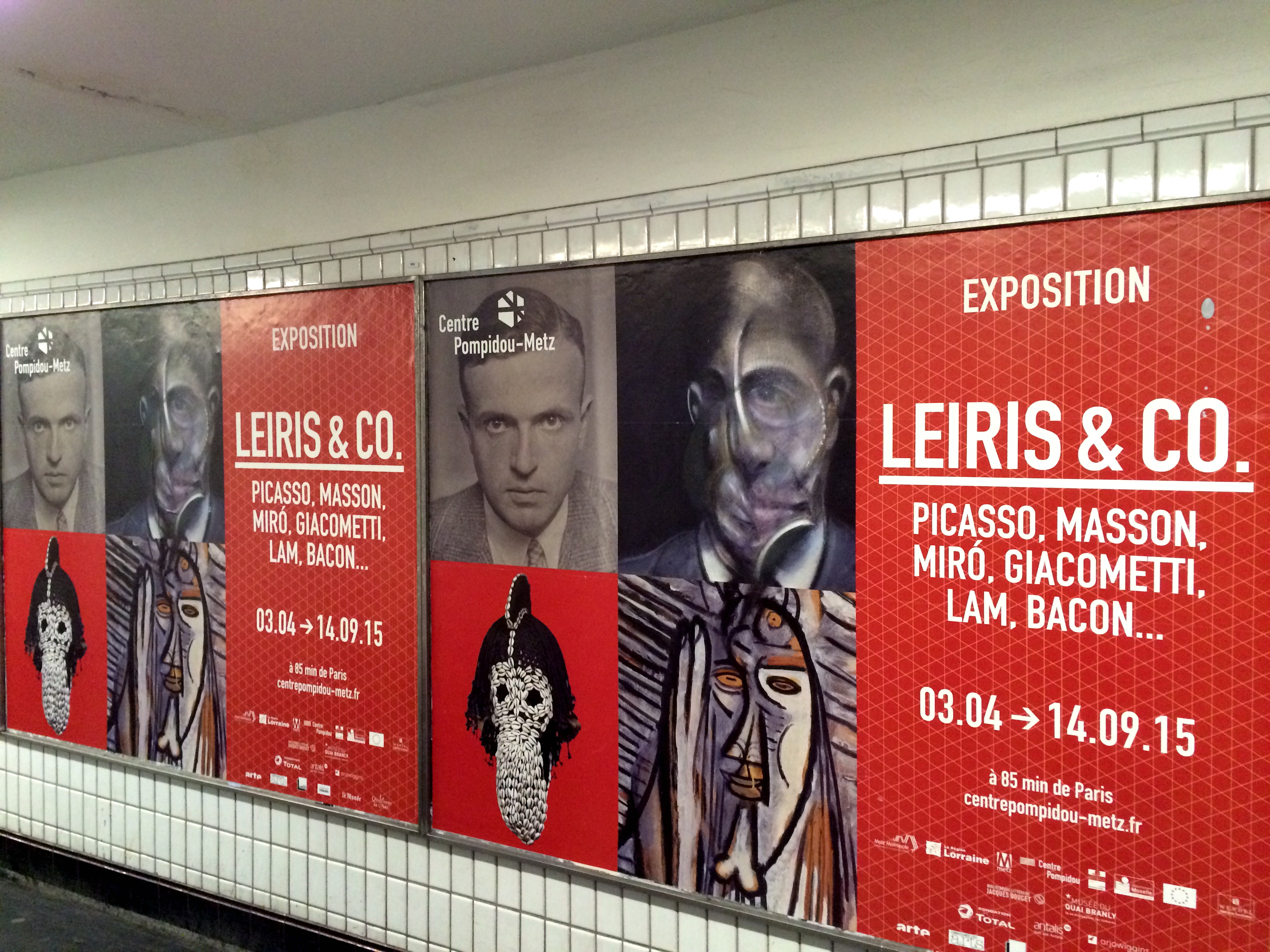
Annonce de l'exposition Leiris & Co dans le métro parisien, avril 2015

Jean Jamin a participé, en tant que conseiller scientifique, à la conception, l'élaboration et la muséographie de l'exposition  Leiris & Co : Picasso, Masson, Miró, Giacometti, Lam, Bacon..., organisée par le Centre Pompidou-Metz (Metz-Ville, Moselle)  d'avril à septembre 2015, et, à ce titre, il a rédigé plusieurs articles (« 1929 – Jazz » ; « 1933 – Gondar, Zar » ; « 1952 – L'ethnographe devant le colonialisme » ; «  1958 – Théâtre et Possession » ; « 1988-1992 – Des lieux d'écriture : Journal et autres autographies... ») de l'important  catalogue  (400 pages 210 x 275 mm, 350 illustrations, N & B et couleur) dirigé par Marie-Laure Bernadac, Agnès de la Beaumelle et Denis Hollier (également commissaires de l'exposition) publié à cette occasion par le Centre Pompidou-Metz et les Éditions Gallimard. Avec Denis Hollier, il a organisé et dirigé le colloque international consacré à la vie et à l'œuvre de Michel Leiris, qui, au musée du quai Branly de Paris le 10 septembre, puis au Centre Pompidou-Metz le 11 septembre 2015, a clos l'exposition.